# Thecla cybira
Thecla cybira är en fjärilsart som beskrevs av William Chapman Hewitson 1874. Thecla cybira ingår i släktet Thecla och familjen juvelvingar. Inga underarter finns listade i Catalogue of Life.